# Martinius Kristoffersen
Martinius Kristoffersen (18 novembre 1896 – 9 novembre 1949) è stato un calciatore norvegese, di ruolo attaccante.

## Carriera

### Club
Kristoffersen giocò con la maglia dell'Odd.

### Nazionale
Conta 2 presenze per la Norvegia. Esordì il 2 ottobre 1921, quando fu in campo nella sconfitta per 3-1 contro la Danimarca.

## Palmarès

### Club

#### Competizioni nazionali
- Coppa di Norvegia: 3

Odd: 1922, 1924, 1926